# Henry Theophilus Finck
Henry Theophilus Finck (22. září 1854, Bethel – 1. října 1926) byl americký hudební kritik.

## Životopis
Po přestěhování do Portlandu se učil hrát na klavír violoncello. Jako samouk se dokázal naučit latinu a řečtinu tak dokonale, že vstoupil na Harvard v roce 1872 přímo do druhého ročníku. Na Harvardu studoval filozofii a hudbu. V roce 1876 navštívil hudební slavnosti v Bayreuthu a napsal o této události řadu článků pro noviny a časopisy. Tři roky strávil na univerzitách v Berlíně, Heidelbergu a Vídni.
Stal se hudebním editorem u New York Evening Post v roce 1881 a byl jím čtyřicet let. Byl také odborný editor knih o zahradnictví.

## Dílo
- Romantic Love and Personal Beauty (1887)
- Chopin, and Other Musical Essays (1889)
- Pacific Coast Scenic Tour (1890)
- Spain and Morocco (1890)
- Wagner and his Works (1891)
- Lotos Time in Japan (1898)
- Primitive Love and Love Stories (1899)
- Pictorial Wagner (1899)
- Anton Seidl (1899)
- Songs and Song Writers (1900)
- Edward Grieg (1905)
- Massenet and his Opera (1910)
- Gardening With Brains: Fifty Years' Experience of a Horticultural Epicure (1922)